# Din don dan/Bumba mama
Din don dan/Bumba mama decimo 45 giri della cantante pop italiana Raffaella Carrà, pubblicato nel 1974 dall'etichetta discografica Compagnia Generale del Disco (CGD) e distribuito dalle Messaggerie Musicali di Milano.

## Il disco
Raggiungerà la ventisettesima posizione nella classifica settimanale delle vendite di quell'anno.
Pubblicato nel 1974 anche in Portogallo (stesso numero di catalogo CGD 2239) dalla RCA international.

## Din don dan
Sigla d'apertura dello storico varietà televisivo Milleluci, condotto da Raffaella in coppia con Mina.
Il video è disponibile sul DVD nel cofanetto Raffica Carrà del 2007.
- Sigla iniziale di Milleluci (1974), su facebook.com, Rai Com. URL consultato il 3 agosto 2021.

Inserita dall'artista nell'album Milleluci (1974), che raccoglie alcune canzoni cantate da Raffaella per lo spettacolo.

## Bumba mama
Brano proveniente dall'album Scatola a sorpresa pubblicato l'anno precedente.

## Tracce
Edizioni musicali Sugar Music.
Lato A
1. Din don dan[6] – 3:04 (testo: Antonello Falqui, Roberto Lerici – musica: Gianni Ferrio)

Lato B
1. Bumba mama[7] – 1:59 (testo: Gianni Boncompagni – musica: Paolo Ormi)

## Classifiche
| Classifica (1974) | Posizione raggiunta |
| ----------------- | ------------------- |
| Italia            | 27                  |